# Dones a Vanuatu
Les dones de Vanuatu són dones nascudes, que viuen o provenen de Vanuatu. Pel que fa a la mà d'obra, a partir de dades del 2006, les dones treballadores de Vanuatu van formar part del 49,6% de la força laboral de Vanuatu.
Segons UN Women, les dones de Vanuatu tenen un paper important en els àmbits del «servei civil i el sector públic». Sota la democràcia de Vanuatu, les dones de Vanuatu estan subrepresentades a l'esfera política de Vanuatu. En qualsevol moment, hi ha hagut un màxim de dues dones membres d'un total de cinquanta-dos membres del parlament de Vanuatu. Hi va haver un 3,8% de dones a Vanuatu que tenien escons a l'esmentat parlament. També estan subrepresentades a nivell local (provincial i municipal) de la política.
Malgrat estar subrepresentades en la política i guanyar-se la vida en una «societat dominada per homes i en gran part patriarcal», el Banc Mundial va informar a l'abril de 2009 que les dones de Vanuatu s'estan involucrant cada vegada més «en el desenvolupament del sector privat i en l'economia de mercat».

## Vanuatianes destacades

### Esportistes
- Andrea Garae
- Elis Lapenmal
- Friana Kwevira
- Janice Alatoa
- Katura Marae
- Mary-Estelle Mahuk
- Olivette Bice
- Selina Solman

### Polítiques
- Blandine Boulekone
- Dalsie Baniala
- Grace Mera Molisa
- Isabelle Donald
- Jocelyn Naupa
- Motarilavoa Hilda Lin̄i
- Viran Molisa Trief

### Altres
- Jocelyn Naupa (activista)
- Marie Wawa (actriu)
- Motarilavoa Hilda Lin̄i (activista)
- Vanessa Quai (cantant)